# Чаусово Второе
Чаусово Второе (укр. Чаусове Друге) — село в Первомайском районе Николаевской области Украины, на реке Южный Буг.
Основано в 1700 году. Население по переписи 2001 года составляло 610 человек. Почтовый индекс — 55235. Телефонный код — 5161.

## Местный совет
55235, Николаевская обл., Первомайский р-н, с. Чаусово Второе, ул. Победы, 14